# Azul de bromofenol
O azul de bromofenol (ou 3′,3″,5′,5″-tetrabromofenolsulfonftaleína, BPB) é um corante utilizado, dentre outras coisas, para monitorar a migração de moléculas em experimentos com fragmentos de DNA. O azul de bromofenol atua como indicador de pH que vira entre o pH 3,0 e 4,6 de amarelo-azul para violeta, respectivamente. A reação responsável pela mudança de cor é totalmente reversível.
| Azul de Bromofenol (indicador de pH) |                                     |                 |
| pH abaixo de 3,0                     |                                     | pH acima de 4,6 |
| amarelo                              | {\displaystyle \rightleftharpoons } | púrpura         |
|                                      |                                     |                 |

O peso molecular do azul de bromofenol é em torno de 670 Daltons ou gramas por mol. Apresenta-se como um sólido, normalmente em pó de cor laranja inodoro.
Sua absorbância máxima em fotometria esta na faixa de 590–595 nm (em pH 4,6).

## Usos
Azul de bromofenol é também usado como um marcador de cor para monitorar o processo de eletroforese em gel de agarose e eletroforese em gel de poliacrilamida. Desde que o azul de bromofenol transporta uma leve carga negativa em pH moderado, migrará na mesma direção do DNA ou proteína no gel; a taxa na qual ele migrará varia de acordo com a densidade do gel e a composição do tampão, mas em um típico gel de agarose a 1% em tampão TAE ou tampão TBE, o azul de bromofenol migra na mesma taxa que um fragmento de DNA de aproximadamente 500 pares de bases. O xileno cianol e o orange G podem também ser usados para este propósito.
O azul de bromofenol é também usado como corante. Em pH neutro, o corante absorve luz vermelha mais fortemente e transmite luz azul. Soluções do corante portanto são azuis. Em baixo pH, o corante absorve ultravioleta e luz azul mais fortemente e apresenta-se amarelo em solução.
Na solução a pH 3.6 (no meio da faixa de transição da sua indicação para pH) obtida por dissolução em água sem qualquer ajuste de pH, azul de bromofenol tem uma cor verde avermelhada característica. Este fenômeno é chamado de cor dicromática.
O azul de bromofenol é comumente usado em níveis iniciais de cursos em laboratório para tingir proteínas em lâminas com montagem à úmido.

## Preparação da solução do indicador

### Solução aquosa a 1%
Esta solução é do sal sódico do indicador.
Tritura-se em gral de vidro limpo dez gramas do indicador com 15 ml de solução de hidróxido de sódio a 0,1 M. Dilui-se esta mistura a 1 litro com água deionizada ou destilada.

### Solução a 0,04% em solução deNaOH
Para uso como indicador de pH, dilui-se 0,1 grama de indicador em 14,9 mL de hidróxido de sódio (NaOH) 0,01 M (0,4 gramas de NaOH por litro de água) e dilui-se com mais 235,1 mL de água.

### Solução alcoólica 0,4%
Dissolve-se 4 gramas de indicador em 1 litro de etanol a 80 % em água.